# José Guasque
José Guasque foi um militar espanhol, capitão de fragata e engenheiro hidráulico. Exercera na Espanha o cargo de oficial da guarda da Casa Real, era portador da Cruz de D. Fernando.

## Biografia
Serviu ao Império brasileiro, contratado em Londres em 29 de julho de 1828 pelo ministro Visconde de Itabaiana. Esteve no Rio de Janeiro entre 1828 e 1831, incorporado como tenente-coronel ao Imperial Corpo de Engenheiros. Em 5 de abril de 1830 solicitou sua confirmação no posto de coronel. Sua saída seguiu-se a abdicação de D. Pedro I.
Após seu desligamento, foi para a Província de São Pedro do Rio Grande do Sul. Durante os primeiros anos da Revolução Farroupilha passou a fazer parte da corpo administrativo da República Riograndense. De personalidade controvertida, é-lhe atribuída a posse de uma prancha maçônica que recebera do cônsul britânico em Rio Grande, vinda junto com uma carta de um almirante francês, com propostas para financiamento da nova república farroupilha, e primeiros passos para seu reconhecimento por França, Reino Unido e Estados Unidos.

## Prancha (documento em inglês)
My Dear Brother and Friend the most plus.:e and Great Collonel Guasque
G.:d Insp.:r G.:33.:
London 4 Ag .: t 1839
Council Office to the Triple Alliance
S.: F.: U.:
I received your communication from that State and Inmediately being invited the Triple Alliance Society of Brothers of France, England and North America:and in general Seance after three ura, ura, ura and universal acclamation for the Union that all free Mans in the world, the Great comitee being stablished declare you Honorable Member authorised for to present to that People all the resources  necessaries for sustent the War for his indenpendence.
Immediately the great Comite offers to you ten thousand pounds sterlings at 5% in goods, clothes, pouder, balls and every things necessary as you pleased until last money at 50% and the army and navy recours with the Republican flag upon your guarantee in the Bouring Bank such as the duplicates guarantee to this Gentlemens, that is: the Insurance of the exact and regularly payment as tree years as a Montevideo or Maldonado exchange.
The Brothers consent and promiss his influence to the first pass of the recoinecence in the North America mostadding the non interference founded in the fact of the quadruple Alliance, and if you are satisfactory obliged, you come sure and carried your sons as require his well education and conforted tretment because the General Alava and Wellington, the bankers Lichenstins, Walars, Reynolds, Laird, tenant and allthe Brothers will enjoy to see you another time in England as an old Collonel of the Britain ranks.
Ura...Ura...Ura
Ura...Ura...Ura
Ura...Ura...Ura
John Bouring
33.: G.: Luit.: Com.: r